# وو هه می
وو هه می (کره‌ای: 우혜미؛ زاده ۶ آوریل ۱۹۸۸ - درگذشته ۲۱ سپتامبر ۲۰۱۹) خواننده اهل کره جنوبی بود.